# Мидер, Вольфганг
Вольфганг Мидер (нем. Wolfgang Mieder, род. 17 февраля 1944 г.) — американский учёный немецкого происхождения, профессор немецкого языка и фольклора в Вермонтском университете (Берлингтон, Вермонт, США), доктор философии.
Наиболее известен как специалист в паремиологии. Автор многочисленных работ о пословицах, поговорках и иных паремиях в германских языках. Редактор ряда тематических периодических изданий. Автор термина «антипословица».